# Alte Schule (Cratzenbach)

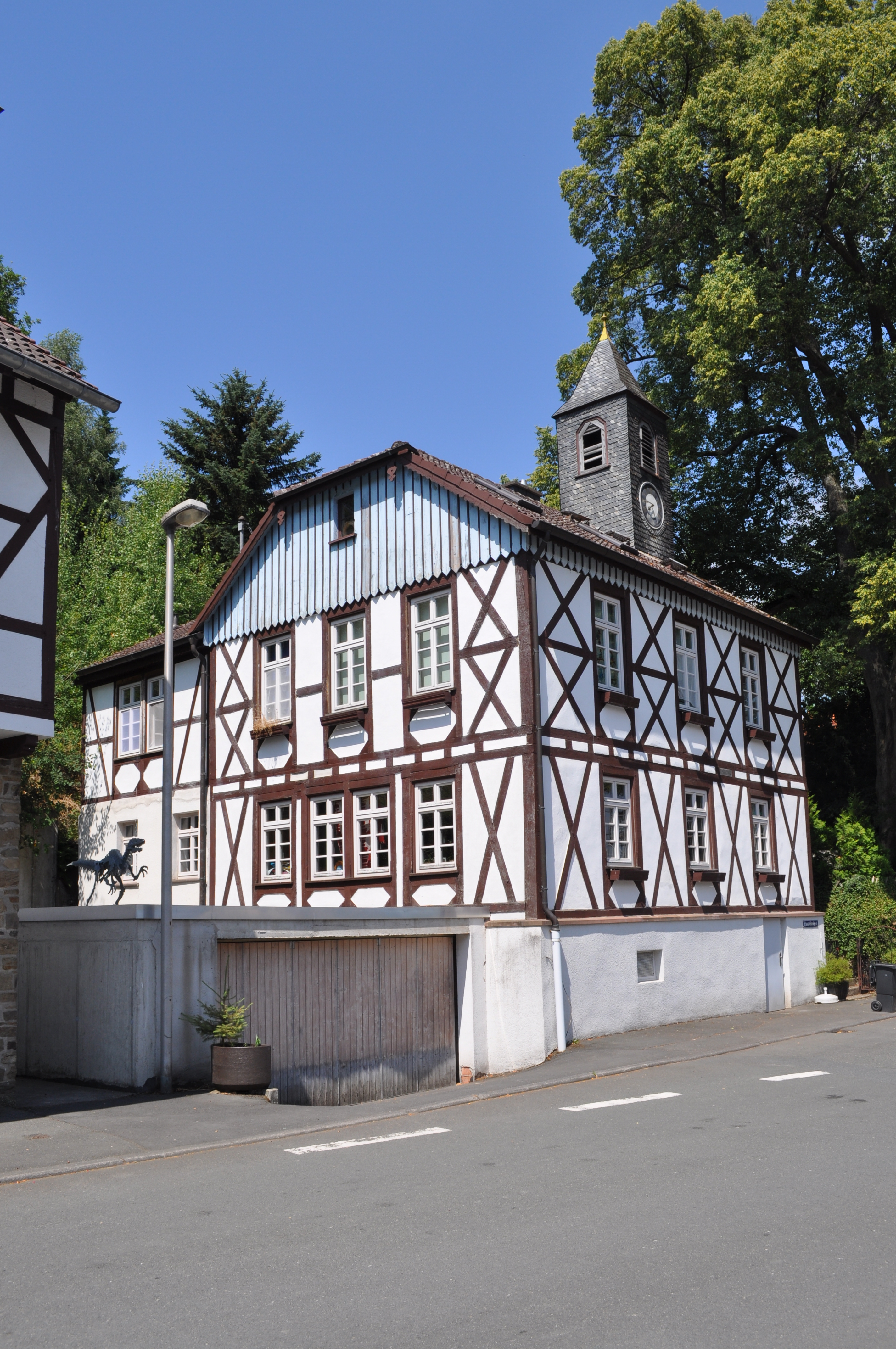
Cratzenbach, Alte Schule

Die Alte Schule ist ein denkmalgeschütztes Gebäude in Cratzenbach, einem Ortsteil von Weilrod im Hintertaunus mit der Adresse Hauptstraße 6.
Das Schulgebäude wurde 1861 erbaut. Die Volksschule Cratzenbach nutzte das Haus bis 1962. Seit diesem Jahr besuchen die Cratzenbacher Schüler benachbarte Schulen, vor allem die Mittelpunktgrundschule „auf dem Senner“ in Rod an der Weil und die Max-Ernst-Schule in Riedelbach und die Schulen in Usingen wie die Christian-Wirth-Schule.
Nach dem Ende der Schulnutzung verkaufte die Gemeinde das Haus an Familie Wendel, die es als Wochenendhaus nutzte. 1983 erwarb der Amerikaner Norman Ayres das Haus und betrieb darin eine Weinstube. Die Geschäfte gingen aber schlecht. 1992 erwarb der Bürgermeister von Mühlheim am Main, Karl-Christian Schelzke Miteigentum am Haus, nutzte es aber nicht selbst. 1995 erwarben die heutigen Eigentümer, Matthias und Sybille Sode das Gebäude und nahmen eine Sanierung nach den Vorgaben der Denkmalschutzbehörden durch. Es wird als Wohnhaus und für den Partyservice der Eigentümer genutzt.
Das Gebäude ist in Fachwerkbauweise errichtet und prägt mit dem danebenstehenden Alten Rathaus das Bild des Dorfes. Das zweistöckige Haus wird durch einen Uhrturm gekrönt. Die Uhr ist funktionstüchtig aber überwiegend aus Geräuschgründen abgeschaltet.